# Коробово (Великоустюзький район)
Ко́робово (рос. Коробово) — присілок у складі Великоустюзького району Вологодської області, Росія. Входить до складу Юдинського сільського поселення.

## Населення
Населення — 14 осіб (2010; 11 у 2002).
Національний склад (станом на 2002 рік):
- росіяни — 100 %